# Перша Іллірійська війна
Перша Іллірійська війна (229-228рр до н.е.) – це воєнний конфлікт між Іллірійським царством династії Ардеїв та Римською Республікою, який започаткував серію війн, що завершилися приєднанням Іллірії до Риму та перетворенням її на провінцію. Причиною римського втручання на Балканський півострів була загроза піратських набігів у Адріатиці та в Іонічному морі, під час яких іллірійці спустошували навколишні території. Як зазначав німецький історик XIXст Теодор Моммзен, слабкість та децентралізація грецьких полісів, які вже просто не могли дати відсіч могутній військовій силі Риму, значно полегшили римлянам ведення цієї війни . Безпосереднім приводом до неї став конфлікт з іллірійцями через їх напад на італійських торговців та вбивство царицею Тевтою римських послів.

Так зіткнулися в протистоянні Римська республіка, яка тільки-но перемогла Карфаген у Першій Пунічній війні та перебувала у своєму розквіті, й Іллірійське царство Ардеїв – уособлення морської держави.

## Огляд джерел

### Полібій

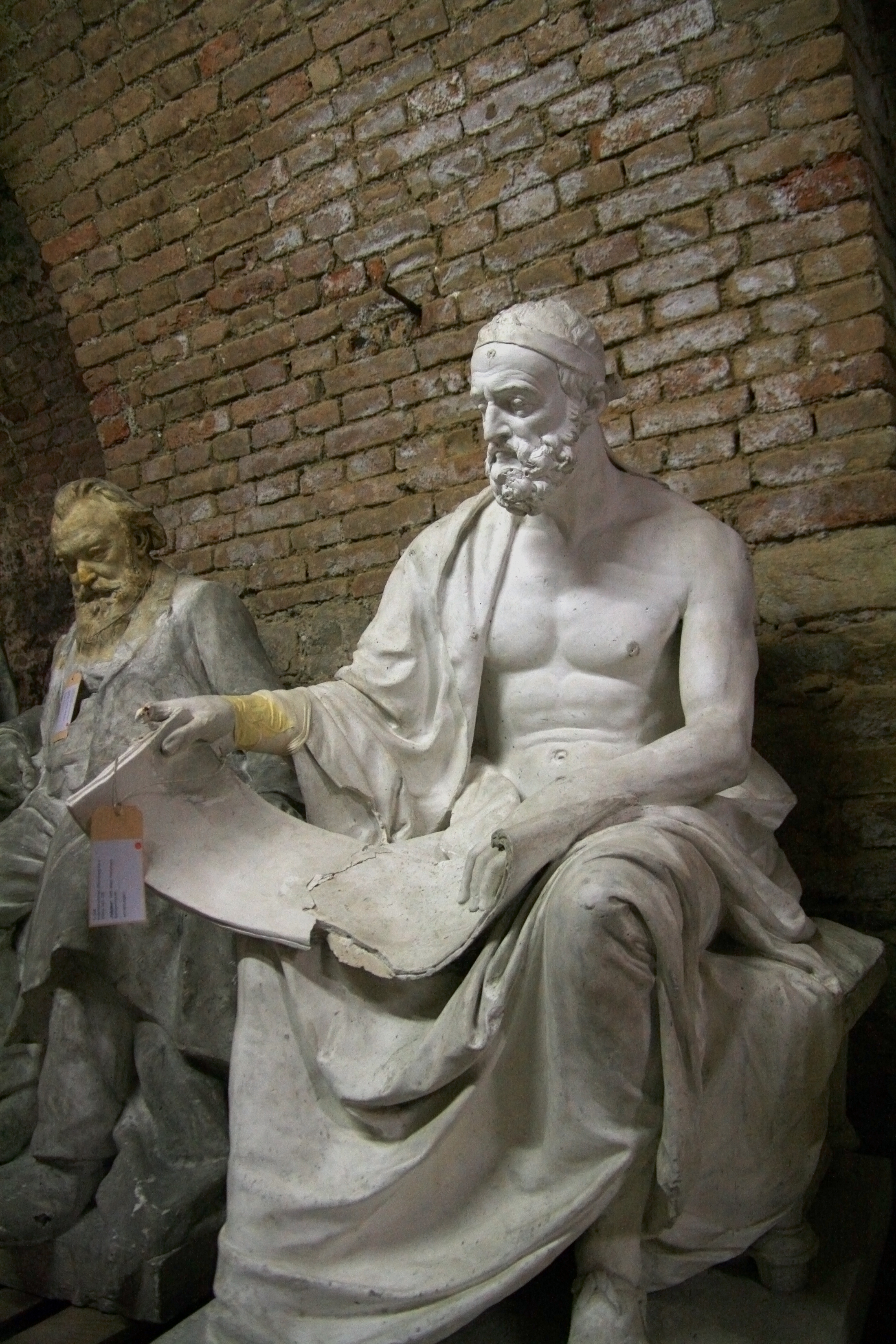
Античний історик Полібій

Велику увагу на конфлікт римлян із іллірійцями звертає Полібій у «Всесвітній історії». Він народився та написав свою працю вже після закінчення іллірійських війн, однак з-поміж інших античних істориків зібрав найбільш ґрунтовні свідчення про цей період. Основною метою Полібія, про що він пише у передмові першої книги, було визначити та описати, як римляни за надзвичайно короткий термін змогли поширити свою владу на майже весь відомий їм світ , перебуваючи у протистоянні з не менш могутніми народами, які, проте, не витримали їхнього натиску.
«І справді, де знайдеться людина настільки легковажна або недбала, яка не побажала б зрозуміти, яким чином і за яких суспільних устроїв майже весь відомий світ опинився під єдиною владою римлян упродовж неповних п’ятдесяти трьох років? Тим часом римляни підкорили своїй владі майже весь відомий світ, а не якісь його частини, і підняли свою могутність на таку висоту, яка була немислима для предків і не буде перевершена нащадками.»
Наскільки важливими в процесі римської експансії на Схід Полібій вважає Іллірійські війни, можна зрозуміти з наступних його слів:
«До цього часу належить і перший військовий перехід римлян в Іллірію і прилеглі до неї частини Європи. Ті, хто бажає правильно зрозуміти наше завдання і з'ясувати собі поступове зростання римської могутності, повинні з увагою, а не мимохідь тільки зупинитися на цій події.»

### Аппіан

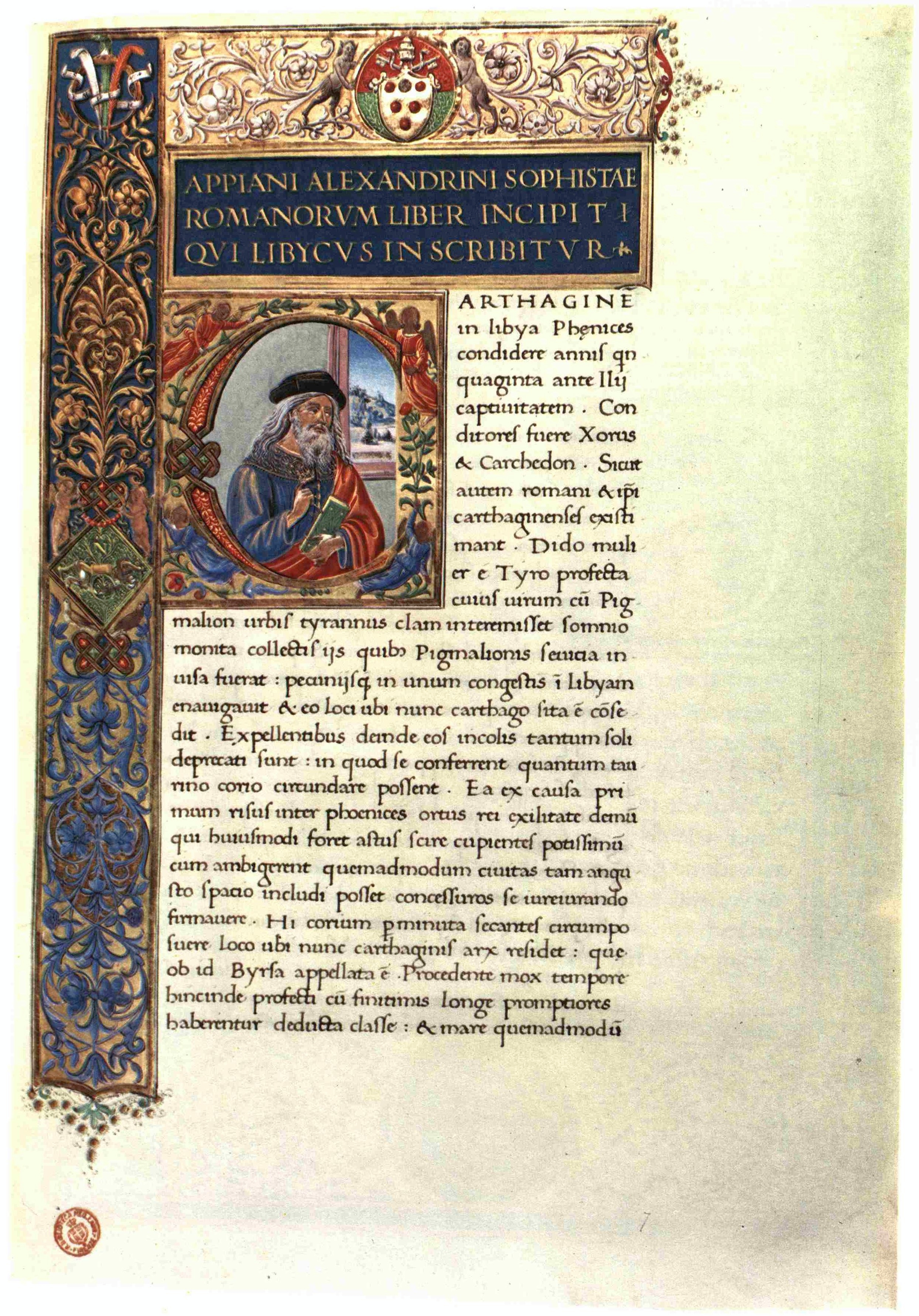
Латинський переклад «Римської історії» з уявним портретом Аппіана (1490)

Іншим істориком античності, який описував іллірійські війни, був Аппіан Александрійський – римський історик грецького походження. Свою працю «Римська історія» у 24 книгах він присвятив безпосередньо війнам, які вели римляни від найдавніших часів до І століття н.е. У одній із цих книг Аппіан детально описує різні іллірійські племена та їх історію ще до початку Першої Іллірійської війни, однак саму війну згадує ніби побіжно та навіть не подає імені цариці Тевти, яка очолювала Іллірію під час конфлікту.
Цінні свідчення для дослідження Іллірії загалом, а особливо про її географічне положення, дають ще й такі історики, як Страбон і Пліній Старший. Утім, детально на описі іллірійських війн, крім Полібія та Аппіана, більше ніхто не зупиняється. Лише з короткого викладу 20 книги праці римського історика Тита Лівія «Історія від заснування міста» -
«Війна проти іллірійців за те, що вони вбили одного з надісланих до них послів; вони підкорені й здалися»
- ми знаємо, що він також описував Першу Іллірійську війну, однак сама книга не збереглася. Якщо ж порівнювати праці Аппіана та Полібія, то більш точним можна вважати саме Полібія, тому, що Аппіан частіше допускає певні неточності у хронології та плутається у фактах. Хоча обидва історики постають доволі упередженими щодо подій.
З огляду на все, можна стверджувати, що іллірійські війни в античних джерелах описані не достатньо, адже всю увагу забирають на себе інші війни римлян, більш відомі та насичені подіями. До того ж, іллірійців більшість грецьких і римських істориків вважали варварами, не вартими уваги, на противагу елліністичним державам, перемога над якими і принесла Риму найбільшу славу в експансії на Схід.

## Римська Республіка до Першої Іллірійської війни
У 241 році до н.е. закінчилася Перша Пунічна війна, із якої римляни вийшли переможцями. Перш за все, вони отримали цінний досвід боротьби з морською державою – Карфагеном, розбудували власний флот і виробили найкращу для себе тактику абордажу та використання «воронів», за допомогою яких вони морський бій робили схожим до бою на суші, у якому були більш досвідчені. Крім того, Рим фактично поширив свій вплив на Західне Середземномор’я, адже за договором із карфагенянами отримував Сицилію, а пізніше також здобув Сардинію та Корсику.
Для римлян постійна експансія була природною: вони безперервно вели війни за навколишні території, приєднуючи їх і їхніх жителів до своєї держави. Тож після настання тимчасового затишшя на Заході римляни сконцентрувалися на поширенні своєї влади далі на Схід. Іллірійська війна 229-228 років до н.е. стала першим військовим втручанням римлян у справи Східного Середземномор'я та, зокрема, Балкан.
Про посилення інтересу римлян до Сходу свідчить і поширення економічних зв'язків східним напрямком. Так, у період із 246 по 244 роки до н.е. Римом була заснована колонія в Брундізії (сучасне місто Бриндізі), яка дозволяла контролювати торгівлю в цьому регіоні. Згодом Брундізій стане провідною базою римлян для підготовки експедицій на Схід – таким собі плацдармом римської експансії. І одним із мотивів римлян до зав’язування Першої Іллірійської війни вважається саме боротьба за торгові шляхи, що поєднували Брундізій зі східним узбережжям Адріатики. Деякими дослідниками цей факт дискутується, і вони схиляються до того, що провідним мотивом римлян почати війну була неспроможність грецьких полісів захистити свої моря від піратства, однак стратегічну роль Брундізію не варто применшувати.
Античний учений Страбон, автор «Географії», зокрема, підкреслював вдале розташування Брундізію (у Страбона - Брентесій), вказуючи на існування там численних гаваней для кораблів та можливість різними шляхами дістатися до Риму (включно з Аппієвою дорогою, яка спершу з’єднувала Рим із Капуєю, але потім була розширена до Брундізію), а також зручно перебратися на інший берег, що й робило Брундізій стратегічно важливим місцем.
«Під час переправи з Греції або з Азії більш прямий шлях веде до Брентесія; справді, сюди прибувають усі, чий шлях лежить до Риму. Морський шлях від Брентесія до протилежного берега веде, з одного боку, до Керавнійських гір і до розташованого за ними узбережжя Епіру та Греції, а з іншого - до Епідамна; цей шлях довший за перший, оскільки становить 1800 стадій. Найчастіше користуються останнім шляхом, бо місто зручно розташоване відносно іллірійських та македонських народів.»
«… там багато гаваней, захищених від морських хвиль, замкнені одним гирлом, бо затоки укладені всередині гирла. Від цього гавань отримує форму оленячих рогів, звідки й походить її назва. Дійсно, разом це місце дуже схоже на голову оленя, а мессапською мовою голова оленя називається «брентесіум».»
Цілком можливо, що римляни очікували на початок конфлікту, а також, засновуючи такі військово-торгівельні бази, як Брундізій, потроху готувалися самі до проведення масштабних кампаній на Сході з метою розширення свого впливу. Моммзен додатково зауважує, що римляни, уже маючи контакти з такими елліністичними державами, як Єгипет і Сирія (тобто Держава Селевкідів), прагнули послабити Македонію, яка, у свою чергу, виступала потенційним союзником іллірійців.
З іншої ж точки зору, основна увага римлян на той час була прикута до північного кордону та карфагенян, а завоювання Іллірії відбувалося на другому плані та поза увагою більшості істориків, як ніби й не дуже важливе для Республіки. Проте пізніше, уже в ІІ-І століттях до н.е. масштабна експансія на Схід все ж розпочнеться, і це дає право стверджувати, що зіткнення римлян із іллірійцями відбулося б рано чи пізно.

## Іллірія до Першої Іллірійської війни

### Населення та його заняття
Іллірію населяла велика кількість племен, які до IV-III століть до н.е. жили доволі відокремлено, часто вступали у внутрішні конфлікти в боротьбі за ресурси та мали власних очільників. Деякі з них набули особливого значення завдяки завоюванню сусідніх регіонів, у результаті чого утворювалися союзи чи царства, як наприклад, Держава енхелів чи Держава тавлантіїв, причому відбувалася постійна конкуренція між їхніми правителями.

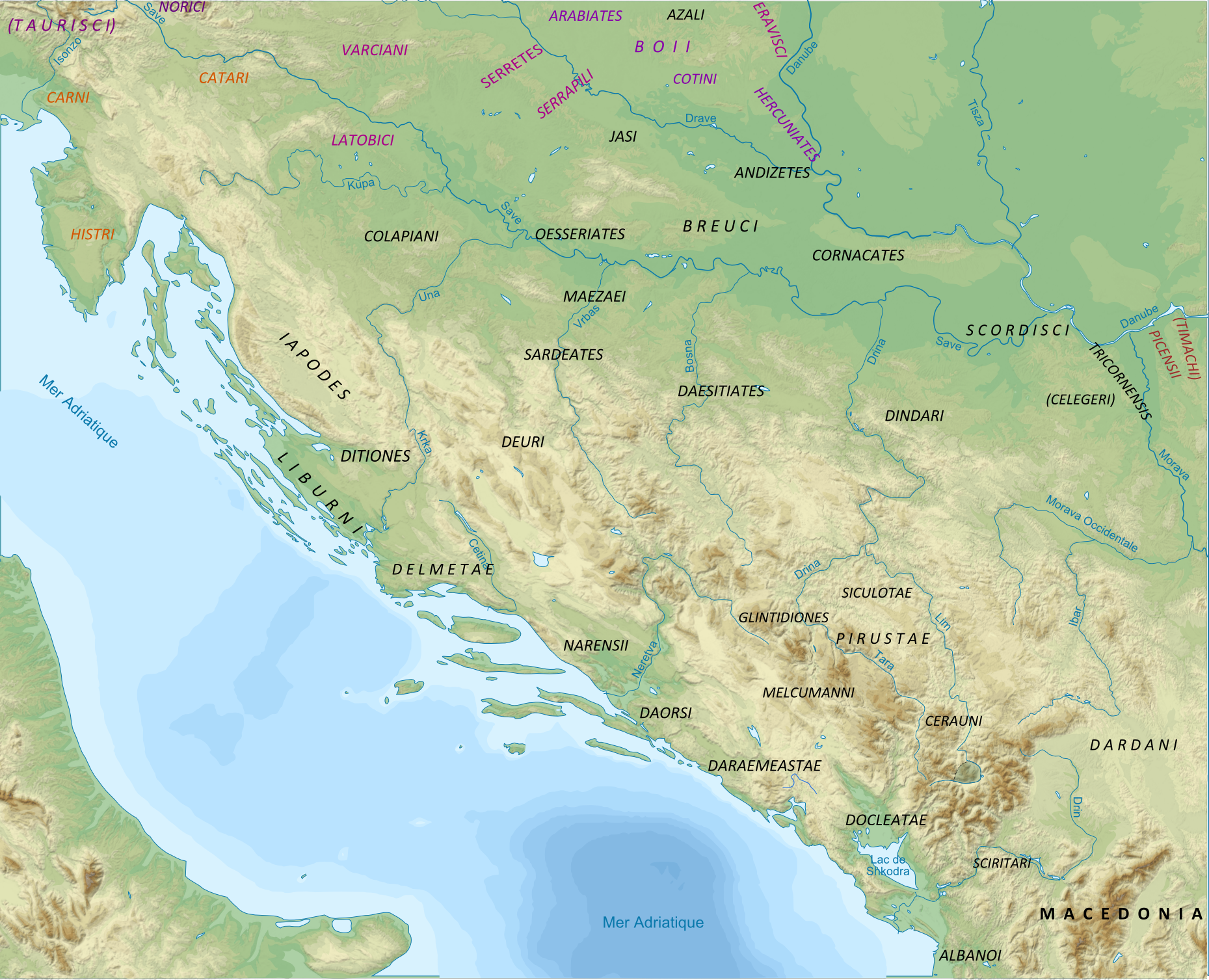
Розселення іллірійських племен

Область, де проживали іллірійські племена, за легендою, отримала назву від сина циклопа Поліфема Іллірія, а імена його синів стали епонімами окремих іллірійських племен, серед яких Аппіан згадував тавлантіїв, перребів, енхелів, автаріеїв, дарданців, скордисків, трибаллів та інших. За свідченнями Аппіана, римляни відрізняли всі ці племена так само, як грецькі, однак по відношенню до всіх них вживали загальну назву іллірійці та пізніше запровадили на них єдиний податок, названий іллірійським.
«В Іллірія, розповідають, були сини Енхелей, Автаріей, Дардан, Майд, Тавлант і Перреб та доньки Парто, Даорто, Дассаро та інші, від імен яких пішли тавлантії, перреби, енхелеї, автаріеї, дарданці, партени, дассаретії та дарсії. У самого Автаріея, вважають вони, був син Панноній або Пеон, а в Пеона - Скордиск і Трибалл, від яких рівним чином походять народи, що носять їхні імена… і кожне плем'я називають його власним ім'ям, а загалом усіх їх вважають Іллірією.»
Особливо історик підкреслює плем’я лібурнів, наголошуючи на їхній ролі в морській справі іллірійців та численних грабунках, які вони вчиняли в Іонічному морі.
«Після ардеїв моряками стали і лібурни, інше іллірійське плем'я, яке на швидких і легких суднах грабувало Іонічне море й острови; тому ще й тепер римляни легкі та швидкі судна з двома рядами весел називають лібурнськими.»
Крім піратського грабунку, займалися іллірійці переважно розведенням худоби та риболовлею. Свідченням цього є знайдені риб’ячі кістки та спорядження для вилову риби (гачки, гарпуни, човни). Один із конфліктів між племенами стався за контроль над джерелом видобування солі, надзвичайно важливої для суспільства, яке залежало від продуктів тваринництва. Археологи також віднайшли давні знаряддя іллірійців для металообробки та срібні предмети, що вказує на існування в Іллірії родовищ срібла та інших металів, видобуток яких після завоювання Іллірії перейде до Риму та збагатить його. За кількістю зброї, обладунків та інших дорогоцінних речей, покладених у гробниці, учені визначили, що прошарок військової еліти в іллірійців був доволі привілейованим, оскільки постійно відбувалися сутички між окремими племенами, що вимагало наявності військової сили в кожного з них.
Щодо землеробства, то воно було мало розвинуте, внаслідок чого виявлялася обмеженість ресурсів. Це й призводило до того, що іллірійці конкурували між собою та вдавалися до піратського способу життя, як це бачать античні історики. Так, за однією з версій піратство було передусім спрямоване на розкрадання сільськогосподарської продукції. За іншою ж версією, іллірійці зосереджували свою увагу на захопленні рабів, яких потім можна було обміняти на продукти.
Однак, якщо саму область Іллірії характеризують як не дуже придатну для землеробства, то її узбережжя, навпаки. Страбон описує його так:
«Обидва узбережжя теплі й однаково родючі, тому що тут ростуть оливки і прекрасний виноград, за винятком, можливо, небагатьох місць, де клімат занадто суворий... Уся країна, що лежить над цим узбережжям, гориста, холодна і сніжна, особливо ж північна її частина; тому виноградники там рідкість як у піднесених місцях, так і в долинах.»

### Морська та військова справа
Образ іллірійського пірата у свідомості античних людей став символічним, хоча й гіперболізованим. У нас не залишилося письмових джерел від самих іллірійців, а тому вчені при їх дослідженні передусім спираються на грецькі та римські праці. Їхні ж автори, зі зрозумілих причин, не симпатизували іллірійцям через загрозу з їхнього боку та могли бути необ’єктивними при їх зображенні. Так, до прикладу, Тит Лівій зазначав, що «іллірійці, лібурни, істри - племена дикі, чимало знамениті морським розбоєм», а Страбон, - що «незважаючи на такі властивості іллірійського узбережжя, колись воно перебувало в зневазі, можливо, через те, що не знали його переваг, але скоріше через дикість мешканців і їхню схильність до піратства». І це прямо вказує на сприйняття іллірійських племен греками й римлянами як варварів, хоча жодні подібні згадки про них не зустрічаються у більш ранніх джерелах.
Від різних античних істориків ми знаємо, що в Іллірії склалися всі умови для розвитку морської справи і також піратства. Пліній Старший у «Природничій історії» писав, що узбережжя Іллірії вкрите понад тисячею островів, повз які зручно подорожувати морякам, море там мілке, а також є численні затоки, вигідні для розміщення піратських баз та їхніх кораблів. Продовжуючи цей опис, він також відмічав: «У Іонічному морі, на відстані дванадцяти миль від Орікума, розташований Сасоніс, сумнозвісний як гавань піратів». Таким чином, іллірійці стали панувати на морі і деякі дослідники навіть визначають час панування на Адріатиці іллірійського племені лібурнів у VІІІ столітті до н.е. як таласократію, оскільки вони встановили свій вплив над Адріатичним морем і мали опорні пункти навіть поза його межами, допоки не зіткнулися в протистоянні з греками.

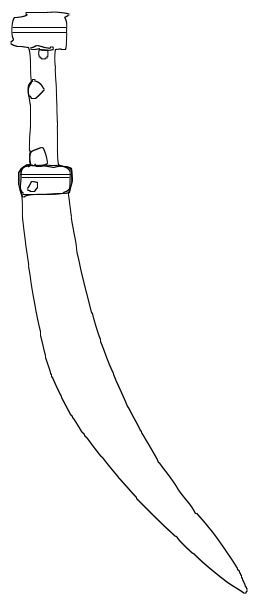
Схематичний малюнок іллірійського меча - сіки

Свою військову міць іллірійці випробували у численних конфліктах із сусідньою Македонією, зіткнулися також із натиском кельтів. Серед традиційної іллірійської зброї – сіка (однолезовий вигнутий меч), сибіна (довгий важкий спис), ножі, бойові сокири, луки та стріли. Для захисту виготовляли щити, поножі та шоломи, які, проте, були доступні не всім. Також відбувалося активне кораблебудівництво й іллірійці відзначилися в розробці таких типів суден, як лембус, пристіс і лібурна.

### Становлення Іллірійського царства Ардеїв
Найвизначнішим об’єднанням іллірійців було Іллірійське царство, яке виникло приблизно у V столітті до н.е. на території від середньодалматинських островів на півночі, до Епіру на півдні та Дарданії і Македонії на сході. Ядром його стало плем’я ардеїв, з якого вже у ІІІ столітті до н.е. сформувалася друга царська династія, започаткована Плевратом у 260 році до н.е. Більш відомим, однак, виявився його нащадок Агрон, за правління якого була обмежена влада племінних вождів, а Іллірійське царство перетворилося на помітного учасника політичної арени античності.
Піратство можна вважати одним із головних об’єднавчих факторів для іллірійців, адже з метою налагодження контактів між розрізненими племенами та спільного координування дій вони й здійснили спробу консолідації в єдину державу. Зв’язок є і в тому, що іллірійський флот досяг найбільшого розвитку  саме за правління Агрона та його вдови Тевти, коли іллірійці на своїх легких і маневрених суднах почали активно грабувати приморські території Балкан та Італії, чим зачіпали інтереси греків і римлян. Ще більше царство Ардеїв посилилося внаслідок ослаблення двох провідних держав регіону – Македонії та Епіру, а також після перемоги над Етолійським союзом при Медіоні. Тоді в Адріатиці не залишилося жодної сили, яка б стримувала розвиток іллірійського піратства.

### Експансія Ардейського царства
Ставши царем, Агрон розпочав наступ на навколишні території. За свідченнями Аппіана, він «захопив частину Епіру, а також Керкіру, Епідамн і Фарос та розмістив у них гарнізони». Одразу за цим Агрону випала нагода продемонструвати військову силу іллірійців у декількох конфліктах регіону та домогтися зміцнення свого впливу.
Почалося все з того, що з Епірського царства у 234 році до н.е. утворилася федеративна ліга, від якої вирішила відколотися Акарнанія. Як зауважує Полібій, етолійці вже давно пропонували Акарнанії вступити у свій союз, тож використали їхнє небажання приєднатися як привід до нападу та у 231 році до н.е. обложили акарнанське місто Медіон. Його жителі звернулися з проханням допомогти до македонського царя Деметрія ІІ, який, проте, був зайнятий у війнах з дарданцями, та переадресував прохання Агрону, підкупивши його. Описи Полібія щодо участі іллірійців у цьому конфлікті доволі яскраві. Історик передає, що сто іллірійських кораблів-лембів із п’ятьма тисячами людей на борту пристали до узбереження Медіона вночі, а на ранок уже змогли виступити в бій.
«Одного-єдиного натиску іллірійців, чия чисельність та щільний стрій надавали їм непереможної сили, вистачило, щоб витіснити легкоозброєних і змусити кінноту, що перебувала разом із ними, відступити до гоплітів.»
Таким чином, іллірійці здобули легку перемогу та повернулися, здобувши визнання. Далі Полібій пише, що Агрон, надзвичайно зрадівши цій перемозі, почав багато пиячити та невдовзі помер від плевриту. Тоді як Аппіан зовсім упускає події в Медіоні та одразу переходить до подій, що призвели до Першої Іллірійської війни, на початок якої Агрон ще постає в нього живим. Більш достовірною, однак, вважається версія Полібія, за якою царство після Агрона успадковує його дружина Тевта. Фактично ж вона стала регентом його малолітнього сина від першого шлюбу – Піннеса, проте дійсно мала всю повноту влади, спираючись на «вірних друзів».
Ось такий, радше негативний образ Тевти подає нам Полібій:
«Тевта, як і властиво жінці, мріяла тільки про здобуту перемогу, не думаючи про інше, і тому насамперед дозволила підданим грабувати на морі на свій розсуд усякого зустрічного; потім вона спорядила флот, зібрала військо, яке було не меншим за попереднє, і, відправляючи його в похід, дозволила начальникам поводитися з кожною країною, як із ворожою.»
Відправлені Тевтою війська на чолі із Скерділаїдом спустошили землі еллейців і мессенців та шляхом підкупу галльських найманців взяли головне торгівельне місто Епіру - Феніку. Полібій занадто емоційно звинувачує в цьому самих епіротів, у чому проявляється його упередженість і віра в Долю, яка визначає майбутнє людей, якщо тільки вони не роблять усе для того, аби принести собі ж негаразди.
"У цьому випадку греки мали повне право засуджувати епіротів. По-перше, чи не замислився б кожен, хто знає загальну репутацію галлів, перш ніж довірити їм багате місто, зрада якого була легкою й вигідною справою? По-друге, хто не був би обачним у випадку з товариством із такою поганою славою?.. Саме цих людей епіроти найняли охороняти своє найзаможніше місто. Як же після цього можна звільнити їх від звинувачення в тому, що самі спричинили свої нещастя?"
Епіроти обмежилися тим, що розібрали міст через річку, на протилежному березі якої поставили свій табір. Іллірійці ж дочекалися ночі та, скориставшись безтурботністю противника, знову поклали на міст дошки, перейшли річку та зайняли важливий пункт, у якому ховалися протягом ночі. Битва відбулася вже вдень і завершилася перемогою іллірійців.
Тоді на стороні епіротів виступили ахейці та етолійці. Біля Галікрана іллірійці готувалися вступити з ними у вирішальний бій, коли їм надійшов наказ від Тевти з вимогою повертатися через заворушення у самій Іллірії. Домовилися так, що Феніка була повернена за викуп разом із вільнонародженими полоненими, а іллірійці, крім викупу, отримували рабів і здобич. Попри те, що якогось вирішального розгрому не відбулося, увесь античний світ мав змогу відчути, як на Балканах піднімається нова сила, із якою потрібно рахуватися.
Полібій зобразив це так:
«Великим були збентеження та страх, наведені іллірійцями на прибережних еллінів. Побачивши те, як несподівано вони завоювали найукріпленіше і водночас наймогутніше місто епіротів, усі ці елліни відчували велику тривогу не за врожай зі своєї землі, як за попередніх часів, але вже за самих себе і за свої міста.»
У результаті епіроти та акарнанці, які нещодавно від іллірійців постраждали, уклали із ними союз, домовившись спільно діяти проти ахейців та етолійців. На певний час іллірійці утвердилися як панівна сила в регіоні, яку римляни в ході своїх завоювань обійти не могли.

## Привід до війни
У нас є дві версії подальших подій, відповідно до Аппіана та Полібія. Аппіан лише коротко зауважує, що, коли Агрон почав загрожувати народам Адріатики, острів Ісса звернувся до римлян за допомогою і у 230 році до н.е. вони відправили спільне посольство до іллірійців. Проте іллірійці на них напали та вбили посла від Ісси Клемпора та посла від Риму Корунканія, що і стало приводом до вторгнення римлян сушею та морем.
Полібій більш деталізує ці події, особливо посольство до Тевти та її підступний вчинок, що виглядає як спроба виправдати подальше римське вторгнення. Як він пише, ще під час перебування іллірійців у Феніці частина їх відокремилася від основного флоту та пограбувала італійських торговців, частину вбивши, а частину взявши в полон. І якщо раніше римляни ігнорували скарги на розбійні напади іллірійців, адже мали багато інших турбот, то після цього випадку, коли іллірійці завдали збитків італійській торгівлі та надійшла пряма скарга до сенату, римляни вирішили відправити в Іллірію посольство на чолі з братами Гаєм і Луцієм Корунканіями для з’ясування обставин. Тевта на той час була приголомшена великою кількістю здобичі з Феніки, найбагатшого міста Епіру, та, бажаючи й надалі підтримувати піратство, віддала наказ про облогу Ісси – єдиного міста, що тримало опір. Посольство від римлян вона прийняла доволі холодно, відповівши Корунканіям, що «подбає про те, щоб Рим не зазнав жодної публічної кривди від Іллірії, але що стосується приватних кривд, то це суперечить звичаю іллірійських царів - перешкоджати своїм підданим здобувати здобич на морі».
Відповідь римського посла Полібій передає так:
«У римлян, Тевто, існує прекрасний звичай: держава карає за кривду, заподіяну приватними особами, і захищає скривджених. Ми з божою допомогою постараємося незабаром змусити тебе виправити звичаї царів для іллірійців.»
Ці слова розлютили Тевту, тож після від’їзду послів вона звеліла наздогнати їх і вбити того, хто її образив. Такий вчинок цариці був украй негативно сприйнятий римлянами, адже вбивство посла будь-де вважалося підступним і суперечило загальним нормам. Тож саме цей випадок став приводом до розгортання Першої Іллірійської війни, яка завершиться перемогою римлян.

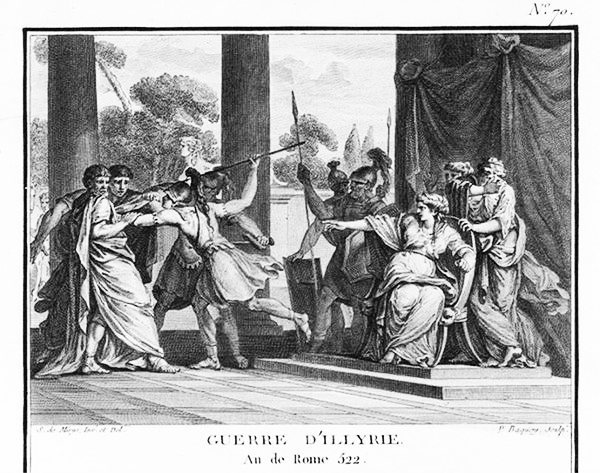
Цариця Тевта наказує вбити римського посла

Не всі вчені, однак, погоджуються з тим, що подібна ситуація мала місце. Висуваються інші версії, нібито римський посол був убитий не за прямим наказом, а випадково, внаслідок чергового піратського рейду, адже Тевта надала дозвіл іллірійцям нападати на всі іноземні кораблі. Це виглядає логічно, оскільки, незважаючи на зміцнення Ардейського царства, Тевта не мала достатньо сил, аби зіткнутися у війні з Римом і вийти з неї переможцем. До того ж, Полібій цілком міг приписати це вбивство Тевті, створюючи образ ворога, і вигадати увесь діалог послів із царицею, тому що не мав точних свідчень про той період.

## Розгортання бойових дій

### Боротьба за Епідамн
Римське вторгнення 229 року до н.е. для іллірійців виявилося неочікуваним. Можливо, ніхто не надав інциденту з послом високого значення, адже іллірійці з початком весни знову відправили свої кораблі в Елладу та навіть ще в більшій кількості, як зауважує Полібій. Частина з них відправилася на Керкіру, а частина – у гавань Епідамна під приводом поповнення запасів води та хліба. Однак, увійшовши до міста зі схованою під одягом зброєю, іллірійці вбили охоронців воріт, дочекалися допоміжного загону та заволоділи більшою частиною стін міста. Його жителі, проте, відважно захищалися та змогли витіснити іллірійців із Епідамна, облогу якого невдовзі буде поновлено.

### Облога Керкіри та битва приПаксосі
Зазнавши поразки при намаганні взяти Епідамн, іллірійці спробували взяти в облогу Керкіру, внаслідок чого жителі міста відправили посольства до ахейців і етолійців. Ахейці у сподіванні зняти облогу відправили до Керкіри десять своїх кораблів. Іллірійці ж, у свою чергу, заручилися підтримкою своїх союзників акарнанців, від яких, згідно з договором, отримали сім кораблів. Тоді відбулася морська битва при острові Паксос між іллірійцями та акарнанцями з однієї сторони та ахейцями з іншої.
Цікавою була тактика іллірійців. Зі слів Полібія, вони зв’язали кораблі по чотири та підставляли їх під ворожі удари, щоб кораблі ахейців, налітаючи на них і завдаючи шкоди, самі чеплялися та втрачали здатність маневрувати. Після цього іллірійці перебиралися на палуби ворожих кораблів і билися вже, як при сухопутному бою. Перемогти їм вдалося завдяки перевазі в чисельності. У результаті іллірійці захопили декілька ворожих кораблів і один, на якому знаходився найвідданіший воїн ахейців, потопили. Ті ахейці, які билися проти акарнанців, зрозумівши, що битва програна, вдалися до втечі на своїх швидких кораблях під попутним вітром. Жителі Керкіри ще певний час облогу тримали, але невдовзі вирішили укласти з іллірійцями договір, за яким допускали в місто гарнізон під командуванням Деметрія з острову Фарос. Перемога при Паксосі також дала іллірійцям можливість відновити облогу Епідамна.

### Наступ римлян
Поки іллірійські кораблі продовжували боротьбу з населенням Адріатики, римляни почали готуватися до збройного втручання, яке очолили два консули: Гней Фульвій на морі та Авл Постумій (або Луцій Постумій Альбін) на суші. Гней, маючи двісті кораблів, рушив до Керкіри. Відповідно до слів Полібія, іллірійці на той час уже захопили місто, тож Гней мав на місці довідатися, що сталося з Керкірою. Тоді римлянам надійшла пропозиція від Деметрія Фаросського щодо здачі міста. Таке рішення намісник Керкіри прийняв, оскільки хтось обмовив його перед Тевтою і він злякався її гніву. Вірогідно також, що він просто передбачив подальший перебіг подій і розумів, що у іллірійців надто мало шансів на перемогу, тому більш вигідно буде перейти на бік римлян.
Жителі Керкіри виступили на боці Деметрія та передали римлянам гарнізон іллірійців, а потім Керкіра за одностайним рішенням її населення була віддана під заступництво римлян у надії забезпечити себе від подальших можливих нападів. Таким чином, вони уклали дружній союз.
Подальший маршрут Гнея Фульвія до Аполлонії пролягав через Епір, де його сили з’єдналися з військом другого консула Постумія. Своє військо він переправив до Епіру саме з Брундізія. За підрахунками Полібія, сухопутне військо римлян нараховувало двадцять тисяч піхоти та дві тисячі кінноти. Побачивши таку грізну силу, мешканці Аполлонії, як і до цього керкіряни, сподівалися віднайти у ній такого ж захисника від іллірійців, тож одразу прийняли римлян у місто. Консули, одначе, не стали затримуватися в Аполлонії та поспішили до Епідамна, що досі перебував під облогою іллірійців. Звістки про те, як римляни займали міста без бою, змусили іллірійців безладно втекти, поки їхні вороги, закріпивши успіхи, просувалися вглиб країни. Так, римляни прийняли під свій захист епідамнян, а пізніше підкорили всіх ардеїв, які відправляли до них посольства із проханням вступити в союз. Формальну капітуляцію оголосили атинтанати та партіни.
Наступною зупинкою римлян стала Ісса, яка потрапила в облогу ще до того, як Тевта приймала римських послів. Консули спромоглися облогу зняти та взяти мешканців міста під своє заступництво. Крім того, вони захопили декілька іллірійських міст, включно з Нутрією, і близько двадцяти іллірійських кораблів зі здобиччю. Утім, перемоги не давалися римлянам аж надто легко: під час боїв вони втратили багатьох солдатів, декількох трибунів і квестора. Хоча іллірійці, за описом із джерел, несли тяжчі втрати і врешті-решт Тевта з небагатьма своїми прибічниками відступила подалі від узбережжя в укріплене місто Різон. Від Македонії допомоги очікувати було не варто, адже Деметрій ІІ, який перебував у дружніх відносинах з Ардеями, помер, залишивши спадкоємцем престолу дев’ятирічного сина Філіппа V, що спричинило внутрішні смути в державі. Іллірійці, отже, не маючи союзників, ослабли та вже були приречені на поразку.

## Мирний договір 228 року до н.е.
Війна наближалася до завершення, тож Гней Фульвій і Авл Постумій з флотом і сухопутним військом рушили в Епідамн. Звідти Гней Фульвій із більшою частиною війська відплив до Риму. В Іллірії ж залишився Постумій, маючи при собі сорок кораблів, а військо набравши в навколишніх містах. Протягом зими 229/228 року до н.е. консул стежив за порядком у регіоні й забезпечував безпеку тих народів, що перейшли під заступництво римлян.
Уже на початку весни 228 року до н.е. Тевта відправила до римлян своє посольство з метою укладення миру. За його умовами вона відмовилася від усіх територій адріатичного узбережжя, що були захоплені римлянами, зобов’язувалася сплачувати контрибуцію та не запливати південніше міста Лісс, за винятком двох неозброєних кораблів одночасно. Крім того, іллірійців відрізали від прямого шляху до Македонії, що мало б у майбутньому унеможливити якісь виступи чи напади з їхньої сторони, оскільки вони позбавлялися підтримки союзника.
Заслуговує уваги те, що Аппіан не визнає ролі Тевти у подіях цієї війни та навіть не називає її імені. За його свідченнями, римляни погодилися залишити на престолі малолітнього Піннеса і вважати його другом римського народу за умови виконання ним пунктів мирного договору, які описує й Полібій. Тобто Тевта виступає у Аппіана тією особою, яка лише затвердила вимоги римлян, але не до якої вони були звернені.
Після затвердження миру Постумій додатково направив послів до етолійців і ахейців, аби пояснити та виправдати військову присутність Риму в регіоні. Послів зустріли приязно, після чого вони повернулися до Керкіри. На цьому випадку акцентує Полібій, пишучи:
«Такими були обставини та причини першого переправлення римлян із військом до Іллірії, а також їхнього першого вступу у відносини з Грецією через посольство. Розпочавши таким чином, римляни одразу після цього надіслали інших послів до Афін і Коринфа, і саме під час цієї нагоди коринфяни вперше допустили їх до участі в Істмійських іграх.»
Тобто можна стверджувати, що Перша Іллірійська війна відкрила Риму шлях на Схід і активізувала його відносини з елліністичними державами, протистояння з якими розпочнеться вже невдовзі, після перемоги над Карфагеном, коли основна увага римлян перефокусується із Заходу на Схід.

## Наслідки війни
Основною метою римлян у цій війні традиційно вважається прагнення гарантувати безпечне плавання та вільну торгівлю в Адріатиці. Виконанням однієї цієї мети вони і задовольнилися, адже Римська республіка ще не вийшла на шлях експансії за морем та не потребувала власних володінь у Іллірії. Натомість, частину зайнятої території римляни передали Деметрію Фаросському, який на своїх землях став, фактично, самостійним правителем.
Важливим наслідком було й те, що римлянам вдалося продемонструвати свою військову майстерність і на морі. Уперше вони це зробили під час Першої Пунічної війни, побудувавши флот з нуля та одразу, майже без досвіду мореплавства, здобули низку перемог. Таким чином, у Першій Іллірійській війні завдяки вдалим діям флоту під командуванням консула Гнея Фульвія їм вдалося закріпити свою славу як нової потужної морської сили в Середземномор’ї.

### Системаримських союзів
Такі міста, як Коркіра, Аполлонія, Епідамн та інші потрапили в положення союзників Риму, тобто мали внутрішню самостійність та не платили податків, проте зобов’язувалися постачати додаткові війська за вимогою римлян. Насправді ж, ці союзники як ті, що капітулювали, стали повністю залежними від Риму, але це не було закріплено підписанням договорів на союзних умовах, тобто зрештою утворилося щось на зразок неформального об’єднання прибережних територій Іллірії, які стали вважатися «друзями Риму». Більш жорсткий контроль захоплених міст не передбачався, адже вектор зацікавленості римлян був спрямований перш за все на Захід. Залишалося десять років до початку Другої Пунічної війни, Карфаген зі своїм видатним полководцем Гамількаром Баркою, а пізніше з його зятем  Гасдрубалом Красивимі сином Ганнібалом, поширював свій вплив у Іспанії, загрожуючи Риму. До того ж не припинялися напади варварів із півночі. Умови були несприятливі для розпорошення сил і вирішення справ на Сході. Таке небажання римлян взяти Іллірію та її нового правителя Деметрія під свій контроль невдовзі призведе до Другої Іллірійської війни.

### Передумови до Другої Іллірійської війни
Аппіан зауважував, що Деметрію «вони (римляни) дали певні замки як нагороду за його зраду власному народу, додавши чітку умову, що вони дали їх лише умовно, оскільки підозрювали в недобросовісності цього чоловіка; і незабаром він почав це показувати». Деметрій скористався складною зовнішньополітичною ситуацією в Римі та заручився підтримкою Антігона ІІІ Досона, що був регентом при малолітньому Філіппі V Македонському. Деметрій також намагався легітимізувати свою владу, одружившись на першій дружині Агрона та матері Піннеса Трітевті. Прагнучи до реваншу з Римом, він почав готуватися до війни, поновив грабіжницькі напади та зосередив свої сили на острові Фарос і у фортеці Дімале. Римляни ж, однак, зуміли штурмувати ключові місця розміщення військ Деметрія та швидко завершили Другу Іллірійську війну за рік до продовження боротьби з Карфагеном. Тільки після цієї другої перемоги всі міста регіону підкорилися римському заступництву та отримали відповідні умови та союзні положення.